# Eupithecia maspalomae
Eupithecia maspalomae is een vlinder uit de familie spanners (Geometridae). De wetenschappelijke naam is voor het eerst geldig gepubliceerd in 1961 door Pinker.
De soort komt voor in Europa.